# Rosenscheldiella styracis
Rosenscheldiella styracis är en svampart som först beskrevs av Henn., och fick sitt nu gällande namn av Theiss. & Syd. 1915. Rosenscheldiella styracis ingår i släktet Rosenscheldiella och familjen Venturiaceae.   Inga underarter finns listade i Catalogue of Life.